# LG Cup (calcio)
La LG Cup è stato un torneo internazionale amichevole di calcio maschile organizzato dall'azienda sudcoreana LG Electronics con cadenza variabile dal 1997 al 2011. LG ha descritto il torneo come un esperimento di "social marketing". Il torneo, riservato alle selezioni nazionali, sia maggiori che giovanili (U20 e U23), veniva ospitato a turno da differenti paesi africani e asiatici. Solo nel 2002 un'edizione si tenne in Europa, in Russia. L'Iran ha ospitato il torneo il maggior numero di volte, per ben cinque volte.
L'edizione inaugurale si tenne in Tunisia nel mese di agosto del 1997. Negli anni hanno partecipato alla LG Cup diversi campioni del calcio internazionale tra i quali ad esempio Samuel Eto'o e François Omam-Biyik per il Camerun, Siniša Mihajlović e Savo Milošević per la Jugoslavia, Ali Daei e Rahman Rezaei per l'Iran, Theodōros Zagorakīs e Giōrgos Karagkounīs per la Grecia, Diego Godín e Sebastián Abreu per l'Uruguay.
Il torneo fu disputato per lo più con quattro squadre partecipanti, che si affrontavano generalmente in gare secche di semifinale e poi di finale.

## Albo d'oro
| Anno | Paese ospitante     | Campione            | Secondo posto        | Terzo posto       | Quarto posto            | Altri partecipanti           | Luogo                                                                                    |
| ---- | ------------------- | ------------------- | -------------------- | ----------------- | ----------------------- | ---------------------------- | ---------------------------------------------------------------------------------------- |
| 1997 | Tunisia             | Tunisia             | Nigeria              | Camerun           | Zambia                  | -                            | Stadio Olimpico di El Menzah (Tunisi)                                                    |
| 1998 | Iran                | Ungheria            | Macedonia            | Iran              | Giamaica                | -                            | Stadio Azadi (Teheran)                                                                   |
| 1999 | Marocco             | Francia olimpica    | Marocco olimpica     | Camerun olimpica  | Guinea olimpica         | -                            | Stadio Mohamed V (Casablanca)                                                            |
| 2000 | Iran                | Corea del Sud       | Egitto               | Iran              | Macedonia               | -                            | Stadio Azadi (Teheran)                                                                   |
| 2000 | Emirati Arabi Uniti | Emirati Arabi Uniti | Corea del Sud        | Australia         | Kuwait                  | -                            | Stadio Al-Maktum (Dubai)                                                                 |
| 2001 | Egitto              | Corea del Sud       | Egitto               | Canada            | Iran                    | -                            | Stadio Internazionale del Cairo (Il Cairo)                                               |
| 2001 | Iran                | Iran                | Bosnia ed Erzegovina | Oman              | Sudafrica               | -                            | Stadio Azadi (Teheran)                                                                   |
| 2002 | Russia              | Bielorussia         | Ucraina              | Jugoslavia        | Russia                  | -                            | RŽD Arena (Mosca)                                                                        |
| 2002 | Vietnam             | India U-23          | Vietnam              | Singapore U-23    | Petrokimia Putra Gresik | Thailandia U-20 Vietnam U-23 | Stadio Thống Nhất (Ho Chi Minh)                                                          |
| 2002 | Marocco             | Iran                | Algeria              | Marocco olimpica  | Venezuela               | -                            | Stadio Mohamed V (Casablanca)                                                            |
| 2002 | Iran                | Iran                | Paraguay             | Marocco League XI | Sudafrica               | -                            | Stadio Takhti (Tabriz)                                                                   |
| 2003 | Nigeria             | Nigeria             | Camerun              | Ghana             | Iran                    | -                            | Stadio nazionale di Abuja (Abuja) e Stadio nazionale di Lagos (Lagos)                    |
| 2003 | Iran                | Uruguay             | Iraq                 | Iran              | Camerun                 | -                            | Stadio Azadi (Teheran)                                                                   |
| 2004 | Nigeria             | Senegal U-23        | Nigeria              | Libia             | Giordania               | -                            | Stadio nazionale di Lagos (Lagos)                                                        |
| 2004 | Libia               | Libia               | Giordania            | Ecuador           | Nigeria                 | -                            | Stadio 11 giugno (Libia)                                                                 |
| 2005 | Egitto              | Egitto              | Senegal              | Uganda            | Ecuador                 | -                            | Stadio Internazionale del Cairo (Il Cairo)                                               |
| 2006 | Arabia Saudita      | Corea del Sud       | Grecia               | Arabia Saudita    | Finlandia               | -                            | Stadio Città dello sport Principe Faisal bin Fahd e Stadio internazionale Re Fahd (Riad) |
| 2006 | Tunisia             | Uruguay             | Tunisia              | Libia             | Bielorussia             | -                            | Stadio Hammadi Agrebi (Radès)                                                            |
| 2006 | Giordania           | Iran                | Giordania            | Iraq              | -                       | -                            | Stadio internazionale di Amman (Amman)                                                   |
| 2011 | Kenya               | Sudan               | Kenya                | -                 | -                       | -                            | Stadio nazionale Nyayo (Nairobi)                                                         |
| 2011 | Marocco             | Camerun             | Uganda               | Marocco           | Sudan                   | -                            | Stadio di Marrakech (Marrakech)                                                          |